# 維納利亞宮

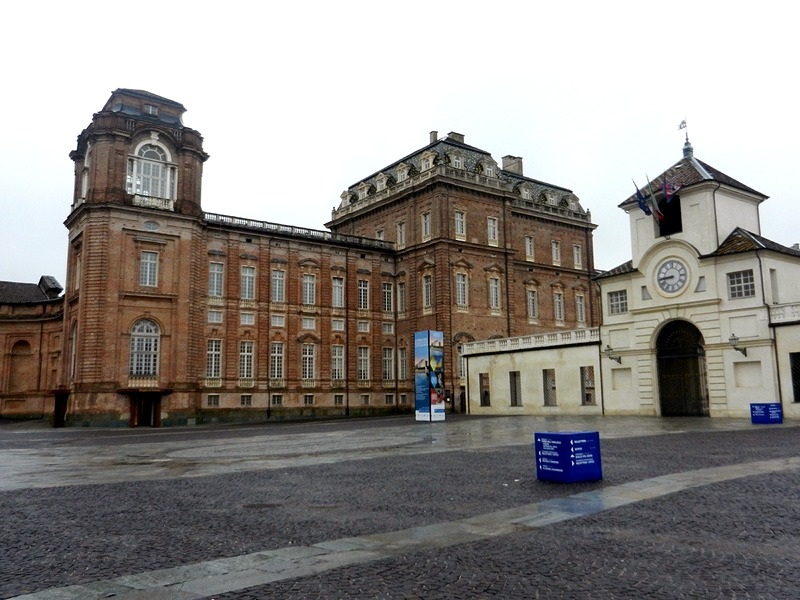
維納利亞宮

維納利亞宮 (義大利語：Reggia di Venaria Reale)是位於義大利都靈的一座建築，也曾是都靈王宮之一。維納利亞宮是萨伏依王室居所之一，在1997年被列入世界文化遺產名單名單。

## 外部連結
- Official website (en)
- A.V.T.A. - Royal Palace of Venaria (en)

45°08′10″N 7°37′35″E / 45.1362°N 7.62644°E